# Nässjöakademin
Nässjöakademin är ett kommunalt utbildningscentrum som driver eftergymnasiala utbildningar inom yrkeshögskola (YH) men även kurser och uppdragsutbildningar för näringsliv och kommun. Nässjöakademin har YH-utbildningar inom yrkesområden där det finns efterfrågan på arbetskraft och samarbetar med det regionala näringslivet och högskolor. Verksamheten startade 1995 och ingår i nätverket för kommunala lärcentra, Nitus.